# Baby, I love your way
Baby, I love your way is een single van Peter Frampton. Het is afkomstig van zijn album Frampton. Het nummer sluit op het album aan op het vorige nummer Nassau. In de nadagen van zijn grote hit Show me the way, kreeg Baby, I love your way de nodige aandacht. Die aandacht leek zich te beperken tot buiten het vasteland van Europa. Het haalde in zestien weken Billboard Hot 100 de twaalfde plaats. In Engeland waren de noteringen bescheidener. Vijf weken stond het daar in de lijst met een 43e plaats als hoogste notering. Nederland en België sloegen dit hitje over.

## Hitnotering

### NPO Radio 2 Top 2000
Baby, I Love Your Way stond alleen in 1999 in de NPO Radio 2 Top 2000, op plek 1936.

## Will to Power
Frampton kon opnieuw incasseren toen Will to Power het nummer combineerde met Lynyrd Skynyrds Freebird. Baby, I love your way/Freebird haalde zowel in de Verenigde Staten als in Canada de eerste plaats. Deze versie werd ook in Engeland, Nederland en België een klein hitje.

## Big Mountain
In februari 1994 kwam de versie van de Amerikaanse reggaeband Big Mountain uit. Het verscheen op hun album Unity, maar ook op de soundtrack van de film Reality Bites. In die film schetst Ben Stiller alias Michael Grates de achtergrond van het lied. Big Mountains versie versloeg de verkoopcijfers van het origineel. (West-)Europa ging voor deze versie. In tal van landen dook het op in de hitparades. Ook in thuisland de VS haalde het betere verkoopcijfers dan het origineel, 28 weken stond het daar genoteerd. Het bleef echter veelal de enige top-10 hit van Big Mountain. In het Verenigd Koninkrijk werd Big Mountain (14 weken notering) door Wet Wet Wet een halt toegeroepen tot de eerste plaats. Zij overwonnen met Love Is All Around.

## Hitnoteringen

### Nederlandse Top 40
| Positie: | 28 | 16 | 7 | 4 | 4 | 7 | 9 | 13 | 23 | 29 | 37 | uit |

### Mega Top 50
| Positie: | 32 | 18 | 10 | 4 | 5 | 6 | 11 | 13 | 19 | 27 | 35 | 45 | uit |

### Vlaamse Radio 2 Top 30
| Positie: | 29 | 21 | 9 | 8 | 8 | 7 | 8 | 10 | 10 | 12 | 11 | 15 | 28 | uit |

### Vlaamse Ultratop 50
| Positie: | 34 | 22 | 11 | 9 | 7 | 8 | 8 | 10 | 11 | 13 | 13 | 18 | 26 | 33 | uit |